# Куй Юаньюань
Куй Юаньюань (кит. упр. 奎媛媛, род. 23 июня 1981 года) — китайская гимнастка, специализировалась на вольных упражнениях, опорном прыжке и упражнениях на бревне. Участница двух Олимпиад. Чемпионка мира в вольных упражнениях в 1996 году (первая китайская гимнастка, выигравшая золото на этом снаряде).

## Спортивная карьера
В 1996 году Куй прошла отбор в национальную сборную Китая на чемпионат мира по спортивной гимнастике в Сан-Хуане, на основе которого проходил отбор в сборную на Олимпиаду в Атланте. На этом чемпионате она выиграла золото на вольных упражнениях, став первой китайской гимнасткой выигравшей золото на этом снаряде. После её неожиданной победы, она приняла участие в Олимпийских играх (1996), где заняла четвёртое место в командном первенстве.
В 1997 году участвовала в чемпионате мира в Лозанне, где выиграла две бронзовые медали (командное первенство и бревно). Особенном много разногласий вызвало соревнования на бревне. Куй выполнила самую сложную программу на бревне на этом чемпионате, но все равно проиграла 0.012 балла румынке Джине Годжан, у которой сложность программы была меньше. В итоге она заняла третье место, уступив серебро Светлане Хоркине, с которой она набрала одинаковую оценку. Результаты соревнований побудили президента Федерации Международной Гимнастики публично отчитывать судей. В этом же году она выиграла многоборье на Национальных играх в Китае.
В 1998 году Куй выиграла два золота на Азиатских играх в Бангкоке (командное первенство и опорный прыжок), а также серебро в вольных упражнениях.
В 1999 году из-за серьезной травмы ей пришлось пропустить чемпионат мира по спортивной гимнастике и в течение всего года занималась своей реабилитацией, на которую ушёл почти год.
В 2000 году куй вошла в национальную сборную Китая на Олимпиаду в Сиднее. Во время квалификации, она получила травму и не смогла принять участие в финалах соревнований. Сборная Китая выиграла бронзу в командном первенстве, но позже МОК в 2010 лишил страну медали из-за включения в состав команды несовершеннолетней спортсменки.

## Жизнь после спорта
После Олимпиады и операции на колено она приняла решение оставить карьеру в большом спорте. Куй поступила в Пекинский Университет Международного бизнеса и Экономики в Пекине, где она изучала французский язык. Но спустя несколько семестров была отчислена. В 2006 она вышла замуж за своего друга, с которым встречалась 2 года. Они познакомились в компьютерной сетевой игре. Спустя год после свадьбы у них родилась дочка. Куй до сих пор поддерживает близкие дружеские отношения с коллегами по команде с Пэн Ша (крестная мама её дочери) и Би Вэньцзин.